# Michael Hasel
Michael Hasel (* 5. Dezember 1959 in Hofheim am Taunus) ist ein deutscher Flötist, Pianist und Dirigent.
Er begann seine musikalische Laufbahn mit Klavier- und Orgelspiel sowie einer Ausbildung zum Kirchenmusiker und Dirigenten. Ersten Flötenunterricht erhielt er von Herbert Grimm und Willy Schmidt. Nach dem Abitur studierte er in der Meisterklasse von Prof. Aurèle Nicolet an der Musikhochschule Freiburg.
Sein erstes Engagement führte ihn von 1982 bis 1984 an das Radio-Sinfonie-Orchester Frankfurt, daran anschließend war er bis 2023 Mitglied der Berliner Philharmoniker mit den Chefdirigenten Karajan, Abbado, Rattle und Petrenko.
1988 war er Gründungsmitglied des Philharmonischen Bläserquintetts Berlin, mit dem er bis zur Auflösung des Ensembles 2019 weltweit konzertiert hat und für das schwedische Label BIS zahlreiche CDs eingespielt hat.
Seine besondere Liebe gilt den historischen Tasteninstrumenten Clavichord und Fortepiano sowie dem Klavierduo-Spiel mit seinem langjährigen Kammermusikpartner Andreas Sommer.
Viele Jahre war er daneben Soloflötist im Orchester der Bayreuther Festspiele unter Dirigenten wie Daniel Barenboim, Pierre Boulez und James Levine.
Die Musikhochschule Mannheim berief ihn 1994 als Professor für Bläser-Ensemble und Kammermusik. Dort wirkte er bis 1998. 
Als Solist, Kammermusiker, Dirigent und Pädagoge wirkt er im In- und Ausland.